# Marquesado de Guad-el-Jelú
El marquesado de Guad-el-Jelú es un título nobiliario español con grandeza de España originaria otorgado por la reina Isabel II de España el 8 de octubre de 1860. Su primer titular, nombrado el 17 de julio de 1860, fue el militar, político y escritor romántico Antonio José Teodoro Ros de Olano y Perpiñá.

## Denominación
Antonio Ros participó en la guerra de África (1859-1860), donde destacó en la batalla junto al río Guad-el-Jelú, cerca de Ceuta, que en árabe significa "río dulce", hoy conocido por río Martín, por lo que la reina le otorgó el título de marqués de Guad-el-Jelú.

## Marqueses de Guad-el-Jelú
|                        | Titular                                     | Periodo                |
| Creación por Isabel II | Creación por Isabel II                      | Creación por Isabel II |
| ---------------------- | ------------------------------------------- | ---------------------- |
| I                      | Antonio José Teodoro Ros de Olano y Perpiñá | 1860-1886              |
| II                     | María Antonia Ros de Olano y Quintana       | 1886-1915              |
| III                    | Gonzalo Sangro y Ros de Olano               | 1909-1929              |
| IV                     | Pedro Sangro y Ros de Olano                 | 1929-1959              |
| V                      | Pedro Sangro y Gsell                        | 1959-1988              |
| VI                     | Ignacio Sangro y Colón                      | 1988-actual titular    |